# Historic Live Tuna
Historic Live Tuna je koncertní album americké blues rockové skupiny Hot Tuna, vydané v roce 1985. Jedná se o poslední vydané album skupiny Hot Tuna, na kterém se podílel houslista Papa John Creach.

## Seznam skladeb

### Strana1
1. „New Song (for the Morning)“ (Jorma Kaukonen) – 5:05
2. „Been So Long“ (Kaukonen) – 4:17
3. „Oh Lord, Search My Heart“ (Reverend Gary Davis) – 4:39
4. „True Religion“ (Traditional) – 7:01
5. „Space Jam“ (Jack Casady, Kaukonen) – 0:10

### Strana2
1. „Intro by Bill Graham“ / „Rock Me Baby“ (traditional) – 9:03
2. „Want You to Know“ (Bo Carter) – 4:58
3. „Come Back Baby“ (Lightnin' Hopkins) – 9:14

## Sestava
- Jorma Kaukonen – kytara, zpěv
- Jack Casady – baskytara
- Papa John Creach – housle
- Sammy Piazza – bicí v „Rock Me Baby“, „Want You to Know“ a „Come Back Baby“